# Wilhelm Neusser
Wilhelm Neusser (* 18. September 1924 in Wien; † 12. Juni 1994 Wien) war ein österreichischer Glasermeister und Politiker (ÖVP).

## Ausbildung und Beruf
Neusser absolvierte eine kaufmännische Lehre und seinen Militärdienst. Zum 15. April 1943 meldete er sich, was später in seinen Lebensläufen nicht aufschien, freiwillig zur SS. Zum 30. Jänner 1944 wurde er zum SS-Unterscharführer befördert. Er besuchte ab September 1944 eine SS-Junkerschule, eine weltanschauliche Kaderschmiede des Nationalsozialismus. Nach zwei weiteren Beförderungen wurde er schließlich zum 30. Jänner 1945 als SS-Untersturmführer in den Offiziersrang erhoben.
Nach dem Zweiten Weltkrieg trat er 1947 in den väterlichen Glasermeisterbetrieb ein und legte 1952 die Meisterprüfung im Glasgewerbe bzw. 1955 die Meisterprüfung als Glasschleifer ab. Bereits 1953 hatte sich Neusser als Glasermeister selbständig gemacht und engagierte sich in der Folge in der Standesvertretung. Er war 1970–1980 Bundesinnungsmeister des österreichischen Glasgewerbes und 1972–1993 zudem Obmann der Sektion Gewerbe in der Wiener Handelskammer. Ab 1981 war Neusser Mitglied des Wiener Wirtschaftsförderungsfonds, ab 1989 Vorstandsmitglied des WWFF. 1975 wurde ihm der Berufstitel Kommerzialrat verliehen.
Nach seinem Tod 1994 wurde Neusser auf dem Baumgartner Friedhof (Gruppe 21, Nummer 533) beigesetzt.

## Politik
Neusser engagierte sich in der Politik ab 1962 zunächst als Bezirksrat im 4. Wiener Gemeinderatsbezirk Wien-Wieden und wechselte am 25. Oktober 1964 für die ÖVP in den Wiener Gemeinderat und Landtag, dem er bis zum 24. April 1983 angehörte. Am 23. November 1973 wurde Neusser vom Gemeinderat in Stadtsenat und Landesregierung  gewählt und gehörte dem Leitungsorgan der Wiener Stadtverwaltung bis zum 9. Dezember 1991 an.
Neusser war Mitglied der Stadtsenate und Landesregierungen Gratz II, III und IV bzw. Zilk I und II. Da die SPÖ in diesem Zeitraum im Gemeinderat die absolute Mehrheit innehatte, blieb Neusser als (nicht amtsführender) Stadtrat ohne Ressortverantwortung.
2001 wurde in Wien-Wieden der Wilhelm-Neusser-Park nach ihm benannt. Der Name wurde 2018 in Wanda-Lanzer-Park (nach Wanda Lanzer) geändert.

## Auszeichnungen
- Großes Goldenes Ehrenzeichen für Verdienste um das Land Wien (1985)
- Großes Goldenes Ehrenzeichen für Verdienste um die Republik Österreich (1992)